# گاه‌شماری یونانی باستان
تقویم یونانی یونانیان اولین قوم متمدن اروپایی بودند که از علوم و فنون عصر خویش آگاه بودند و بر دیگران برتری داشتند. اطلاعاتی که از آنان در خصوص علم گاهشماری به دست ما رسیده نشان می‌دهد که چه قدر به مسائل مربوط به نجوم آشنایی داشتند و برای تعیین متن و تنظیم تقویم چه اصولی را ابداع کردند. در حقیقت دقت آنان در حساب سال و ماه، تطبیق سال شمسی با ماه قمری و درستی آن با توجه به کمبود امکانات در آن روزگار در خور تحسین است.
از خصوصیات خاص مردم یونان علاقه به ورزش، تربیت قهرمانان ورزشی، تشویق قهرمانان، دادن صفت و عنوان خدایی بوده‌است ویل دورانت در این باره می‌گوید: ورزش در یونان قدیم از اصول مذهب بود و تمام خدایان و نیمه خدایان آنان ورزشکار بودند جشن‌ها و عیدهای فراوانشان آنقدر اهمیت داشته که در ایام بازی‌های ورزشی جنگ‌ها تحریم و رنج‌های اقتصادی مردم تا اندازه‌ای برایشان کم می‌شد؛ تقویم آنان جنبهٔ دینی داشت و بیشتر ماه‌های سال به نام اعیاد مذهبی که در آن ماه برپا می‌شد نام گذاری می‌شد مسابقت که امروزه در سطح جهانی اجرا می‌شود یادگار مردم یونان باستان است که هنوز هم پابرجا و مورد توجه همهٔ دنیا است.
این جشن‌ها در فصلی از سال که از نظر جوی مناسب بود و از حداکثر نور مهتاب در ایام بازی‌ها برخوردار بود تنظیم می‌شد. آن‌ها تقویمی را در طی سال‌ها به وجود آوردند که امروزه به نام تقویم یونانی بر مبنای معروف است.

## مبدأ و سر آغاز تقویم
برگزاری اولین جشن ورزشی سر آغاز این تقویم است بازی‌های هرگول و هرگلوس تأسیس شده‌است و از سال ۷۷۶ قبل از میلاد تاریخی است که برای اولین بار در دفاتر مخصوص ثبت شده‌است.

## سال و ماه در تقویم یونانی
سال یونانی‌ها شمسی و ماه‌هایشان قمری بود و حساب سال بر مبنای شمسی و حساب ماه بر مبنای قمری و مطابقت آن‌ها نسبت به هم محاسبه می‌شد که لازمهٔ آن آشنایی با مسائلی بود که ریاضی‌دانان یونانی مانند متون ترتیب آن را معین می‌کردند. آغاز سال از اول تابستان بوده‌است یونانیان تقویم خود را به صورتی تنظیم می‌کردند که در اوایل تابستان ماه در آسمان حالت بدر را می‌گذرانید و با استفاده از روشنایی ماه جشن‌های انجام می‌گرفت ماه‌های قمری سال براساس اسامی قهرمانان و خدایان یونانی نام‌گذاری می‌شد. ویل دورانت می‌گوید مورخان یونانی وقایع هر دو را برحسب نام و عصر قهرمانان آن دوره نام گذاری می‌کردند.

## تقوم یونانی و اصول متون
یونانیان باستان برای این که هم محل جشن‌های در یک نقطه از فصول سال ثابت بماند و هم از روی حرکت ماه در آسمان و حالات مختلف آن تقویم‌شان گویا باشد سال‌های شمسی و ماه‌های قمری را مطابقت می‌دادند، یعنی تقریباً آغاز سال با اوایل ماه قمری نیز مطابقت داشته باشد ریاضی‌دانان یونانی فهمیده‌بودند که با یک اصول ریاضی می‌شود ماه‌های قمری را در سال‌های شمسی به کار گرفت و می‌شود پیش‌بینی کرد که چندین سال قمری با چندین سال شمسی برابر است. با ایام ۹۹ ماه قمری این اصول گاهشماری در سدهٔ ۵ قبل از میلاد مسیح در یونان باستان به کار گرفته می‌شد و یونانیان به این طریق سال شمسی را با ماه قمری تطبیق می‌دادند و متون ریاضی‌دان و ستاره‌شناس معروف یونان در دهه‌های آخر سده پنجم ق. م تقویم دورهٔ نوزده ساله را که جامع‌تر است پیشنهاد کرد.

## تقویم دوره‌ای ۱۹ ساله متون
متون با یک حساب دقیق نشان داد که ایام ۱۹ سالهٔ شمسی برابر است با ایام ۲۳۵ ماه قمری. او در سال ۴۳۲ ق. م یک تقویم ۱۹ ساله شمسی قمری به جامعه یونان پیشنهاد کرد در تقویم او در داخل یک دوره ۱۹ ساله ۷ سال دارای ۱۳ ماه قمری و ۱۲ سال دارای ۱۲ ماه قمری حساب شده‌است او در فرمول خود از این ۲۳۵ ماه، ۱۱۰ ماه را به نام ماه‌های ناقص یا ۲۹ روزه و ۱۲۰ ماه آن را ماه‌های کامل با ۳۰ روزه حساب کرد در نتیجه این ۲۳۵ ماه برابر با ۶۹۴۰ روز است. در آغاز هر یک از سال‌های دورهٔ اول وضع ماه به هر صورتی بود در کلیهٔ سال‌های این دورهٔ نوزده ساله وضع به همان صورت بود و این موضوع از خصوصیات بزرگ اصول متون می‌باشد. متون جدولی را درست کرد که در آن نشان می‌دهد در یک دورهٔ نوزده ساله روزهای ماه قمری در هر یک از سال‌ها چگونه است مثلاً او سالی را در آغاز قرار داده‌بود که آغاز آن سال آغاز دیدن هلال بود همشهری‌های متون جدولش را با آب طلا بر روی ستون‌های معبدی ثبت کردند به همین دلیل عدد طلایی همان عدد ترتیبی سال‌ها در جدول متون است. در دورهٔ ۱۹ ساله به ترتیب سال‌های ۳، ۵، ۸، ۱۱، ۱۳، ۱۶ کبیسه‌اند یعنی ۱۳ ماه ۳۸۴ یا ۳۸۵ روزه و بقیهٔ سال‌ها دارای ۱۲ ماه و ۳۵۴ روز است.

## متد دوره‌ای ۷۶ ساله کلیپوس
همشهری دیگر متون، به نام کاپیلوس در سال ۳۳۴ ق. م دورهٔ ۷۶ ساله که ۴ برابر دورهٔ ۱۹ ساله متون بود را به وجود آورد؛ زیرا در دورهٔ ۱۹ ساله متون مدت زمان یک سال شمسی تقریباً سی دققه طولانی‌تر از اندازهٔ حقیقی آن بود و یک دوره ۵۰ ساله نزدیک به یک شبانه روز می‌شد اما در متد دوره‌ای ۷۶ ساله، ۷۶ سال اختلاف متد متون به یک شبانه روز می‌رسید و اگر از ۷۶ سال یک روز کم می‌شد طول سال شمسی به ۳۶۵ روز و ۶ ساعت می‌رسید و طول ماه قمری هم به ۲۹ روز و ۱۲ ساعت و ۴۴ دقیقه و ۳۵ ثانیه کمتر می‌شد که از طول حقیقی یک ماه قمری ۲۲ ثانیه بیشتر است. در این اصلاحیه ابتدای دوره سال ۳۳۰ ق. م با سال سوم از المپیاد دوره ۱۱۲ برابر بود.

## متد دوره‌ای ۳۰۴ ساله هیپارک
یکی از منجمین یونان در سال ۱۲۵ ق. م با اندازه‌گیری دقیق طول مدت یک سال شمسی را ۳۶۵ روز و ۵۵ دقیقه و ۱۲ ثانیه تعیین کرد او برای درست کردن اشتباه متون و کالیپوس دوره ۳۰۴ ساله یعنی ۱۶ برابر دورهٔ متون و ۴ برابر دورهٔ کالیپوس را به وجود آورد که در این مدت یک روز دیگر از ایام سال در مدت ۳۰۴ ساله کم می‌شود و اشتباه درست می‌شود. در این اصلاحیه در طول هر ماه قمری ۲۹ روز و ۱۲ ساعت و ۴۴ دقیقه و ۲/۵ ثانیه کم می‌شود که با طول حقیقی ماه قمری اختلاف جزئی دارد و طول سال شمسی نیز ۳۶۵ روز و ۵۵ دقیقه و ۱۸/۵ ثانیه می‌شود که با طول سال شمسی معمول آن ۳/۵ ثانیه اختلاف دارد.
اگر حرکت تاریخ تقویم را در هر نقطه جهان مثل مصر، یونان و بین‌النهرین مطالعه کنیم می‌فهمیم که آن‌ها برای دقت و درستی در تعیین مواقیت و داشتن تقویم درست‌تر چه قدر سعی کردند و دانشمندان هر ملتی که نام بردیم برای رفع اشتباهات گذشتگان چه فعالیت‌هایی را نشان دادند که اقدامات دانشمندان یونانی در سال‌های پیش از میلاد از همین فعالیت‌ها می‌باشد.

## هفته و ایام آن در تقویم یونانی‌ها
یونانی‌ها احتمالاً هفته را از یهودیان آموختند و بعد مانند رومی‌ها اسامی ستارگان مشهور آلمانی را که با نام خدایان یونانی هم برابر بود برای ایام هفته انتخاب کردند.
- شنبه: زحل
- یک‌شنبه: خورشید
- دوشنبه: ماه
- سه‌شنبه: مریخ
- چهارشنبه: عطارد
- پنج‌شنبه:مشتری
- جمعه:زهره

تقسیم یک شبانه روز به ۲۴ قسمت و به کار بردن ساعت را نیز از بابلی‌ها آموختند.

## خصوصیات متد متون در کشف ایام گذشته و آینده
دوره جدید متون یک سال قبل از میلاد مسیح است بنابر این باید سال ۴۳۹ را آغاز اولین دوره پیشنهاد کرد برای پیدا کردن دورهٔ متون و وضع ماه در آسمان یا زمان ماه قمری که امروزه در اصطلاح کلیسا اپاکت می‌گویند، باید این چنین عمل کرد. سال مورد نظر از تقویم میلادی را بر ۱۹ تقسیم کنیم که اینگونه عدد طلایی یا دورهٔ مربوطه به دست می‌آید بعد آن را در ۱۱ ضرب کرده و بر ۳۰ تقسیم می‌کنیم عدد به دست آمده باقی مانده روزهای اضافی ماه یا اپاکت است.